# Washburn (North Dakota)
 For alternative betydninger, se Washburn. (Se også artikler, som begynder med Washburn)
Washburn er en amerikansk by og administrativt centrum i det amerikanske county McLean County i staten North Dakota. I 2000 havde byen et indbyggertal på 1.389.

## Ekstern henvisning
- Officielle hjemmeside (engelsk)

47°17′29″N 101°01′40″V / 47.2914°N 101.0278°V